# The Flash (sèrie de televisió de 2014)
The Flash és una sèrie de televisió nord-americana desenvolupada per Greg Berlanti, Andrew Kreisberg i Geoff Johns per a la cadena The CW. L'episodi pilot va ser dirigit per David Nutter. La història es basa en el superheroi de DC Comics, Flaix, específicament en Barry Allen, el segon individu a prendre aquesta identitat. Es tracta a més d'un spin-off de Arrow, sèrie de televisió basada en Fletxa Verda, per la qual cosa comparteixen el mateix univers de ficció. Va ser estrenada el 7 d'octubre de 2014.

## Argument
Quan Barry Allen solament tenia 11 anys, la seva mare va ser assassinada en un estrany i terrorífic incident. En aquest, va estar involucrat un home amb vestit groc i el seu pare va ser falsament culpat de l'assassinat. La tragèdia va canviar la seva per sempre. El Barry va ser adoptat i criat pel detectiu Joe West, el pare de la millor amiga del Barry, l'Iris. Ara, el Barry ha esdevingut un brillant investigador CSI, la determinació del qual és descobrir la veritat sobre l'estranya mort de la seva mare. Això li porta a seguir totes les llegendes urbanes sense explicació i els avenços científics que sorgeixin. L'última obsessió del Barry és un accelerador de partícules d'alta tecnologia, creat pel visionari físic Harrison Wells i el seu equip de S.T.A.R. Labs. Afirmen que la seva invenció aportarà avanços inimaginables a poder i medicina. No obstant això, alguna cosa surt horriblement malament durant una presentació pública, i la devastadora explosió causa una estranya i forta tempesta, que ocasiona moltes suposades morts. El Barry és electrocutat per un raig i llançat per la seva força cap a mescles químiques del seu laboratori. Després de nou mesos en coma, Barry desperta per descobrir que la seva vida ha canviat de nou. L'accident li ha donat el poder de la súper velocitat, garantint-li l'habilitat de moure's per Central City com un àngel guardià invisible. Encara que inicialment emocionat pels seus nous poders, el Barry es queda impactat en descobrir que no és l'única persona (anomenats metahumans) que ha estat creat en l'explosió de l'accelerador, i no tothom està usant els seus poders pel bé. En els mesos posteriors a l'accident, la ciutat ha vist un enorme creixement de gent desapareguda, morts sense explicació i altres fenòmens estranys. El Barry ha renovat ara el seu propòsit, usant els seus nous poders de la velocitat per protegir els innocents. Mentre, no deixa mai de costat la seva cerca per resoldre l'assassinat de la seva mare i netejar el nom del seu pare. De moment, només uns pocs amics i socis molt propers saben que en Barry és literalment l'home amb vida més ràpid del món.

## Elenc
| Actor              | Personatge                                 | Temporada | Temporada | Temporada | Temporada |
| Actor              | Personatge                                 | 1         | 2         | 3         |           |
| ------------------ | ------------------------------------------ | --------- | --------- | --------- | --------- |
| Grant Gustin       | Barry Allen / The Flaix                    | Principal | Principal | Principal |           |
| Candice Patton     | Iris West                                  | Principal | Principal | Principal |           |
| Danielle Panabaker | Caitlin Snow/Killer Frost                  | Principal | Principal | Principal |           |
| Rick Cosnett       | Eddie Thawne                               | Principal | Convidat  |           |           |
| Carlos Valdés      | Cisco Ramón/Vibe                           | Principal | Principal | Principal |           |
| Tom Cavanagh       | Harrison Wells/Reverse Flaix/Eobard Thawne | Principal | Principal | Principal |           |
| Jesse L. Martin    | Joe West                                   | Principal | Principal | Principal |           |
| Keiynan Lonsdale   | Wally West/Kid Flaix                       | Principal | Principal |           |           |

## Desenvolupament

### Producció
El 30 de juliol de 2013 es va anunciar que els co-creadors de Arrow, Greg Berlanti i Andrew Kreisberg, David Nutter qui va dirigir el pilot d'aquesta i Geoff Johns desenvoluparien una sèrie de televisió basada en Flaix, estant centrada en la història de Barry Allen. Després de l'anunci es va revelar que Allen apareixeria com a personatge recurrent en tres episodis de la segona temporada de Arrow, tots escrits per Berlanti, Kreisberg i Johns, aquests correspondrien al vuit i nou on es presentaria com un home comú i s'explicaria part de la seva història per posteriorment usar l'episodi 20 com a capítol pilot de la seva pròpia sèrie, Kreisberg va emfatitzar que la presentació dels seus poders i la reacció a aquests serien molt realistes i humans a més va confirmar que usaria el tradicional vestit vermell i que "gens de vestits estranys, ni noms en codi, serà Flaix".
Al novembre de 2013 es va comunicar la decisió de finalment no usar l'episodi 20 de la segona temporada d'Arrow com a pilot per a la sèrie de Flaix, sinó que s'optaria per fer un d'independent completament centrat en el personatge, això li donaria oportunitat a l'equip creatiu de formar millor la història, sense haver d'incloure personatges de Arrow i amb un pressupost major. La decisió va ser presa després que els directius de The CW veiessin el material dels dos episodis centrats en el personatge, causant-los molt bona impressió. El pilot encara seria escrit per Berlanti, Kreisberg i Johns a més de ser dirigit per Nutter, servint els mateixos com a productors executius a excepció de Johns, amb Sarah Schechter complint les labors de co-productora executiva. La sèrie encara es lligaria a Arrow, ja que va ser aquí on Barry Allen va ser introduït. El 27 de gener de 2014 es va anunciar que en el mes de març es començaria a rodar The Flaix en Vancouver, mateixa ciutat on es filma Arrow. El 29 de gener es va ordenar oficialment la realització de l'episodi pilot. El 28 de febrer va ser revelada la primera imatge de l'aparença del vestit, aquest va ser dissenyat per la tres vegades guanyadora de l'Óscar, Colleen Atwood, alhora es va confirmar la utilització del tradicional vestuari vermell per part de l'heroi. El rodatge de l'episodi pilot va donar inici del 2 de març finalitzant el 25 d'aquest mateix mes. El 8 de maig The CW va comunicar que havia seleccionat el pilot de The Flaix per desenvolupar una sèrie de televisió, fent-se oficial la realització de la primera temporada.

### Càsting

#### Primera temporada
El 13 de setembre de 2013, Grant Gustin va ser triat per interpretar a Barry Allen. El gener de 2014 Jesse L. Martin va ser escollit per encarnar al detectiu Joe West, mentre que Rick Cosnett seria Eddie Thawne i Danielle Panabaker la Dra. Caitlin Snow. Al febrer Candice Patton va ser triada per donar vida a Iris West i Carlos Valdés a Cisco Ramon. El mateix mes es va confirmar que Tom Cavanagh interpretaria a Harrison Wells, The Hollywood Reporter va indicar que el personatge de Hartley Rathaway/Pied Piper també faria aparició en la sèrie. L'11 de febrer es va anunciar que John Wesley Shipp qui va interpretar a Barry Allen/The Flaix en la sèrie de 1990 va ser contractat per a un paper recurrent, sense ser revelat quin. El 24 de febrer Michelle Harrison va ser confirmada com Nora Allen, la mare morta del Barry. El 7 de març es va informar que Patrick Sabongui seria el capità David Singh del Departament de Policia de Ciutat Central.
El 14 de maig, a través del tráiler estès, es va revelar que finalment John Wesley Shipp tindria el paper d'Henry Allen, el pare de Barry, i també es va confirmar que Txad Rook encarnaria a Clyde Mardon, un dels afectats per l'incident de l'accelerador de partícules que té la capacitat de crear tornados amb les mans. En el mateix, també es va confirmar la presència de Stephen Amell, qui repeteix el seu paper d'Oliver Queen/Arrow, aquesta vegada per aconsellar a un insegur Barry en el primer episodi. El 9 de juliol es va donar a conèixer que Robbie Amell va ser contractat per interpretar de forma recurrent a Ronnie Raymond, el promès de Caitlin Snow. El 12 de juliol William Sadler va comunicar que donaria vida a l'empresari Simon Stagg. El 18 de juliol es va donar a conèixer que Wentworth Miller va ser triat per donar vida a Leonard Snart/Capità Fred. Així mateix, Andrew Kreisberg va declarar a TV Guide que Emily Bett Rickards apareixeria en l'episodi 4 com Felicity Smoak, i va confirmar que els episodis 8 de Arrow i The Flaix suposaran un crossover entre ambdues sèries. El 29 de juliol es va confirmar que Kelly Frye encarnarà a Bete Sans Souci/Plastique, una experta en desactivació de bombes a l'Iraq que, després de ser exposada a l'accident de l'accelerador de partícules, adquireix l'habilitat de transformar qualsevol objecte en un artefacte explosiu. A principis del mes d'agost, es va donar a conèixer que l'episodi 6 introduiria el personatge recurrent de Tony Woodward/Ginder, que és descrit com "algú que solia assetjar a Barry a l'escola i que després de l'explosió és capaç de transformar qualsevol part del seu cos en acer sòlid". Més tard, el 20 d'agost es va confirmar que es va contractar a Greg Finley per interpretar a aquest personatge. Així mateix, es va donar a conèixer que Robert Knepper representaria novament a William Tockman/Clock King en l'episodi 7; i la contractació com a part de l'elenc recurrent de Clancy Brown qui donarà vida al general Wade Eiling, qui és part d'una organització que persegueix a Plastique per usar-la com a arma humana. A més, el 3 de setembre es va informar que Dominic Purcell va ser contractat per aparèixer en l'episodi 10 com Mick Rory/Heatwave. El 15 de setembre es va confirmar que Amanda Pays interpretaria a la doctora Tina McGee, mateix paper que havia interpretat en la sèrie de 1990. El 9 d'octubre es va donar a conèixer la incorporació de Victor Garber com el doctor Martin Stein, l'altra meitat de Firestorm; i d'Andy Mientus com Hartley Rathaway/Pied Piper, un geni que solia treballar en S.T.A.R. Labs, fins que va tenir una baralla amb Harrison Wells, i qui va perdre l'audició en l'explosió de l'accelerador de partícules però crea una sèrie d'armes sónicas que utilitza en un esforç per castigar a Wells, destruint al seu nou protegit. El 20 d'octubre es va informar de la contractació de Roger Howarth per ser Mason Bridge, un reporter assignat a cuidar d'Iris West, la nova empleada; no obstant això, la relació entre tots dos es complica quan Bridge investiga a Harrison Wells, mentor de Barry.

#### Segona temporada
L'11 de juliol de 2015 es va confirmar en el Panell de Flaix en la Comic-Amb que per a la segona temporada Teddy Sears interpretarà a Jay Garrick qui és el primer Flaix existent i possible enemic de Barry Allen, a més de que Shantel VanSanten interpretaria a Patty Spivot, qui després de la mort d'Eddie Thawne, passa a ser la nova companya de Joe West, i té una obsessió amb els metahumans i es convertiria en l'interès romàntic de Barry Allen. El 15 de juliol es va revelar que Michael Ironside interpretaria a Lewis Snart, pare de Leonard Snart/Capitan Frio i Lisa Snart/Golden Gilder. Un dia després es va confirmar la presència d'Adam Copeland "Edge" en The Flaix com Atom Smasher. El 3 d'agost es va donar a conèixer que Falk Hentschel interpretaria a Hawkman en DC Legends of Tomorrow però abans faria una aparició en The Flaix i en Arrow. El 5 d'agost es va anunciar que Keiynan Lonsdale interpretaria a Wally West,. El 25 d'agost es va confirmar que Violett Beane interpretaria a Jesse Quick una estudiant brillant que es veu embolicada en la baralla entre Flaix i Zoom a més de que Demori Barnes donaria vida a Henry Hewitt un home de negocis molt manipulador que té la capacitat d'absorbir l'energia. El 31 d'agost es va revelar que Tony Todd prestaria la seva veu entre la màscara del vilà de la segona temporada Zoom. El 5 de setembre l'actriu Candice Patton, va confirmar que Vanessa A. Williams interpretaria el paper de la mare d'Iris en la segona temporada. El 30 de setembre es va revelar que l'actor Franz Drameh va ser confirmat com Jay Jackson un atleta que abandona la seva carrera per una lesió, per la qual cosa ara treballa com a mecànic d'automòbils, ofici que acabarà relacionant-ho amb S.T.A.R. Labs apareixerà en la sèrie com un nou Firestorm. El 2 d'octubre es va revelar que per a l'episodi Flaix of Two Worlds faria aparició un nou vilà conegut com a Sand Demon, interpretat per Kett Turton. El 12 de gener de 2016 es va anunciar que l'actor Aaron Douglas interpretaria a The Turtle, un metahumà capaç de ralentir la velocitat. El 26 de gener es va revelar que l'actriu Allison Paige va ser triada per interpretar a Eliza Harmon coneguda com a Trajectory, la primera dona velocista en la sèrie. El 27 de gener es va donar a conèixer que l'actor Marco Grazzini interpretaria al vilà conegut com a Tar-Pit.

#### Tercera temporada
El 30 de juny de 2016 es va anunciar que Tom Felton va ser triat per interpretar a Julian Dorn, un analista forense que té sospites sobre el Barry. El 23 de juliol es va anunciar en la Comic-Amb que Tobin Bell prestaria la seva veu al personatge de Doctor Alquímia. El 8 d'agost es va donar a conèixer que l'actriu Susan Walters interpretarà a la doctora Carla Tannhause, la mare de Caitlin Snow. El 10 d'agost es va rellevar que l'actor Grey Damon va ser contractat per interpretar a Sam Scudder/Mirror Master. El 18 d'agost es va confirmar que l'actriu Ashley Rickards interpretarà a Rosalind “Rosa” Dillon més coneguda com "The Top". L'endemà s'anuncià que l'actriu Joey King interpretarà a la vilana coneguda com a "Magenta".

## Univers compartit

### Arrow
Barry Allen fa la seva primera aparició en l'episodi vuit de la segona temporada de Arrow, titulat The Scientist, en ell es presenta com un científic forense del Departament de Policia de Ciutat Central, arriba a Starling City enviat pels seus superiors a causa que va haver-hi un cas similar a la seva ciutat (referent a un robatori ocorregut en estranyes circumstàncies), en arribar Allen demostra afinitat amb Felicity Smoak (Emily Bett Rickards), expressant a més un enorme interès i fanatisme pel vigilant, no obstant això, Oliver Queen (Stephen Amell) sospita d'ell i demana a Diggle (David Ramsey) que ho investigui, descobrint que en realitat no havia estat enviat per ningú. L'Allen argumenta que ell buscava a un ésser que es va comportar com un tornado que va assassinar la seva mare fa anys, que en un tancar i obrir d'ulls estava a 20 quadres d'ell, a causa d'això ningú li va creure i el seu pare va ser empresonat injustament, des de llavors busca fets inusuals i considerats impossibles. Oliver perdona al Barry. Més tard aquest va ballar amb Felicity en el ball de Nadal, on novament demostra la seva afinitat amb ella, després Allen diu que és tard i que ha de tornar. No obstant això no aconsegueix arribar a temps i perd el tren. Després d'això, rep un dard que l'adorm, despertant en el refugi de Queen i companyia amb Felicity demanant-li que salvi a Oliver. En l'episodi nou de la mateixa temporada, titulat Three Ghosts, Barry es veu obligat a salvar de manera improvisada a Oliver qui en un enfrontament amb Cyrus Gold (Graham Shiels) va ser injectat amb una substància letal. Després que Queen tornés en si, es va molestar amb Felicity per revelar la seva identitat a Allen, i fins i tot es va posar violent amb aquest últim. Després de fer les paus, Arrow va detenir a Gold i salvar a Roy Harper (Colton Haynes). Mentre el Barry es concentra a fer un antifaç que li va prometre a Oliver, un que no li dificultés la visió a l'hora de disparar les fletxes, Allen torna a una plujosa i tempestuosa Ciutat Central. Mentre arriba, li informa a Felicity via telèfon que no va aconseguir colar-se per veure com feien caminar el polèmic accelerador de partícules de S.T.A.R. Labs. Penja i entra al seu laboratori, observa retallades de periòdics referents a la mort de la seva mare mentre escolta les notícies sobre l'accelerador. D'un moment a un altre informen sobre una falla que no podien detenir, l'electricitat es talla i el Barry es percata d'una explosió amb una posterior expansió d'energia de to vermellós. L'Allen observa el comportament estrany d'alguns químics. D'improvís, rep un raig que ho expulsa lluny quedant inconscient. En l'episodi Blast Radius, es dona a conèixer que Barry Allen portava cinc setmanes en coma, conseqüència de l'accident i que Felicity va estar amb ell aquesta quantitat de temps.

## Premis i nominacions
| Any  | Premi                                  | Categoria                                           | Nominats                                        | Resultat |
| ---- | -------------------------------------- | --------------------------------------------------- | ----------------------------------------------- | -------- |
| 2015 | People's Choice Awards                 | Nou Drama de TV Favorit                             | The Flaix                                       |          |
| 2015 | Nickelodeon's Kids' Choice Awards 2015 | Programa de TV Família Favorit                      | The Flaix                                       |          |
| 2015 | Nickelodeon's Kids' Choice Awards 2015 | Actor de TV Favorit                                 | Grant Gustin                                    |          |
| 2015 | Saturn Awards                          | Millor sèrie de súperhéroes                         | The Flaix                                       |          |
| 2015 | Saturn Awards                          | Millor actor en televisió                           | Grant Gustin                                    |          |
| 2015 | Saturn Awards                          | Millor actor convidat en televisió                  | Wentworth Miller                                |          |
| 2015 | TCA Awards                             | Millor programa nou                                 | The Flaix                                       |          |
| 2015 | Teen Choice Awards                     | Millor Actriu de Ciència Ficció/Fantasia            | Danielle Panabaker                              |          |
| 2015 | Teen Choice Awards                     | Millor Vilà en una sèrie de TV                      | Tom Cavanagh                                    |          |
| 2015 | Teen Choice Awards                     | Estel de revelació en TV                            | Grant Gustin                                    |          |
| 2015 | Teen Choice Awards                     | Estel de revelació en TV                            | Candice Patton                                  |          |
| 2015 | Teen Choice Awards                     | Millor química en una sèrie de TV                   | Grant Gustin i Candice Patton                   |          |
| 2015 | Teen Choice Awards                     | Millor petó en una sèrie de TV                      | Grant Gustin i Candice Patton                   |          |
| 2015 | Hugo Award                             | Millor presentació dramàtica curta                  | The Flaix episodi Pilot                         |          |
| 2015 | Emmy Award                             | Millors efectes especials en una sèrie de TV        | The Flaix episodi Grodd Lives                   |          |
| 2016 | Kids Choice Awards                     | Millor estavella de TV Masculina en un Xou Familiar | Grant Gustin                                    |          |
| 2016 | Kids Choice Awards                     | Millor sèrie de TV Familiar                         | The Flaix                                       |          |
| 2016 | Leo Awards                             | Millor Adreça en una Sèrie Dramàtica                | J.J. Makaro episodi Enter Zoom                  |          |
| 2016 | Leo Awards                             | Millors Efectes especials en una sèrie de TV        | The Flaix episodi Gorilla Warfare               |          |
| 2016 | Leo Awards                             | Millor Coordinació en un episodi de sèrie de TV     | The Flaix episodi Legends of Today              |          |
| 2016 | Voice of TV Awards                     | Millor Vilà en una Sèrie de TV                      | Danielle Panabaker com Killer Frost             |          |
| 2016 | Voice of TV Awards                     | Moment més WTF de la temporada                      | Ultima escena del capitulo The Race of His Life |          |
| 2016 | Saturn Award                           | Millor Sèrie de Superheroes                         | The Flaix                                       |          |
| 2016 | Saturn Award                           | Millor Convidat especial en una Sèrie de TV         | Victor Garber                                   |          |
| 2016 | Saturn Award                           | Millor Actor en una sèrie de TV                     | Grant Gustin                                    |          |
| 2016 | Teen Choice Awards                     | Millor programa de Ciència Ficció/Fantasia          | The Flaix                                       |          |
| 2016 | Teen Choice Awards                     | Millor actriu de Ciència Ficció/Fantasia            | Danielle Panabaker                              |          |
| 2016 | Teen Choice Awards                     | Millor actor de Ciència Ficció/Fantasia             | Grant Gustin                                    |          |
| 2016 | Teen Choice Awards                     | Millor Vilà en TV                                   | Teddy Sears com a Zoom                          |          |
| 2016 | Teen Choice Awards                     | Millor Quimica en Sèrie de TV                       | Grant Gustin i Candice Patton                   |          |
| 2016 | Teen Choice Awards                     | Millor Petó en Sèrie de TV                          | Grant Gustin i Candice Patton                   |          |